# Urera elata
Urera elata là loài thực vật có hoa trong họ Tầm ma. Loài này được (Sw.) Griseb. miêu tả khoa học đầu tiên năm 1859.